# Jessica Lindell-Vikarby
Jessica Lindell-Vikarby (ur. 7 lutego 1984 w Huddinge) – szwedzka narciarka alpejska, brązowa medalistka mistrzostw świata oraz mistrzyni świata juniorów.

## Kariera
Na arenie międzynarodowej Jessica Lindell-Vikarby po raz pierwszy pojawiła się 20 listopada 2007 roku w Nybroberget, gdzie w zawodach FIS Race w slalomie zajęła dziesiąte miejsce. W 2001 roku wystartowała na mistrzostwach świata juniorów w Verbier, gdzie jej najlepszym wynikiem było trzynaste miejsce w slalomie. Jeszcze dwukrotnie startowała na imprezach tego cyklu, najlepszy wynik osiągając podczas rozgrywanych dwa lata później mistrzostw świata juniorów w Briançonnais, gdzie zdobyła złoty medal w gigancie.
W zawodach Pucharu Świata zadebiutowała 26 października 2002 roku w Sölden, gdzie zajęła siódme miejsce w gigancie. Tym samym już w swoim debiucie wywalczyła pierwsze pucharowe punkty. Na podium po raz pierwszy stanęła 2 grudnia 2007 roku w Lake Louise, zajmując trzecie miejsce w supergigancie. W zawodach tych wyprzedziły ją jedynie Martina Schild ze Szwajcarii oraz Niemka Maria Höfl-Riesch. W kolejnych latach wielokrotnie plasowała się na podium, w tym 26 stycznia 2009 roku w Cortinie d’Ampezzo odniosła swoje pierwsze zwycięstwo, wygrywając supergiganta. Najlepsze wyniki osiągała w sezonie 2013/2014, kiedy zajęła jedenaste miejsce w klasyfikacji generalnej, a w klasyfikacji giganta była druga za Austriaczką Anną Fenninger.
Największy sukces osiągnęła podczas mistrzostw świata w Vail/Beaver Creek w 2015 roku, gdzie wywalczyła brązowy medal w gigancie. Uległa tam jedynie Annie Fenninger oraz Niemce Viktorii Rebensburg. Była też między innymi szósta w zjeździe na mistrzostwach świata w Bormio w 2005 roku oraz siódma w gigancie podczas rozgrywanych w 2011 roku mistrzostw świata w Garmisch-Partenkirchen. W 2006 roku wystartowała na igrzyskach olimpijskich w Turynie, gdzie jej najlepszym wynikiem było ósme miejsce w kombinacji. Podczas rozgrywanych cztery lata później igrzysk olimpijskich w Vancouver w żadnym ze swoich startów nie znalazła się w najlepszej dziesiątce. Brała także udział w igrzyskach olimpijskich w Soczi w 2014 roku, gdzie była siódma w gigancie, a rywalizacji w supergigancie nie ukończyła.

## Osiągnięcia

### Igrzyska olimpijskie
| Miejsce | Dzień     | Rok  | Miejscowość | Konkurencja     | Czas biegu  | Strata  | Zwyciężczyni         |
| ------- | --------- | ---- | ----------- | --------------- | ----------- | ------- | -------------------- |
| 18.     | 15 lutego | 2006 | Turyn       | Zjazd           | 1:56,49 min | +2,07 s | Michaela Dorfmeister |
| 8.      | 18 lutego | 2006 | Turyn       | Kombinacja      | 2:51,08 min | +4,11 s | Janica Kostelić      |
| 24.     | 20 lutego | 2006 | Turyn       | Supergigant     | 1:32,47 min | +2,31 s | Michaela Dorfmeister |
| 18.     | 24 lutego | 2006 | Turyn       | Gigant          | 2:09,19 min | +4,17 s | Julia Mancuso        |
| 30      | 17 lutego | 2010 | Vancouver   | Zjazd           | 1:44,19 min | +9,57 s | Lindsey Vonn         |
| 22.     | 18 lutego | 2010 | Vancouver   | Superkombinacja | 2:09,14 min | +5,02 s | Maria Riesch         |
| 26.     | 20 lutego | 2010 | Vancouver   | Supergigant     | 1:20,14 min | +4,69 s | Andrea Fischbacher   |
| 31.     | 25 lutego | 2010 | Vancouver   | Gigant          | 2:27,11 min | +5,60 s | Viktoria Rebensburg  |
| DNF1    | 15 lutego | 2014 | Soczi       | Supergigant     | 1:25,52 min | -       | Anna Fenninger       |
| 7.      | 18 lutego | 2014 | Soczi       | Gigant          | 2:36,87 min | +1,15 s | Tina Maze            |

### Mistrzostwa świata
| Miejsce | Dzień       | Rok  | Miejscowość       | Konkurencja     | Czas biegu  | Strata   | Zwyciężczyni         |
| ------- | ----------- | ---- | ----------------- | --------------- | ----------- | -------- | -------------------- |
| 13.     | 3 lutego    | 2003 | Sankt Moritz      | Supergigant     | 1:27,48 min | +2,42 s  | Michaela Dorfmeister |
| 25.     | 9 lutego    | 2003 | Sankt Moritz      | Zjazd           | 1:34,30 min | +1,73 s  | Mélanie Turgeon      |
| 8.      | 10 lutego   | 2003 | Sankt Moritz      | Kombinacja      | 2:41,63 min | +4,72 s  | Janica Kostelić      |
| 17.     | 13 lutego   | 2003 | Sankt Moritz      | Gigant          | 2:30,97 min | +4,35 s  | Anja Pärson          |
| 28.     | 30 stycznia | 2005 | Bormio            | Supergigant     | 1:17,64 min | +3,38 s  | Anja Pärson          |
| 11.     | 4 lutego    | 2005 | Bormio            | Kombinacja      | 2:53,70 min | +4,86 s  | Janica Kostelić      |
| 6.      | 6 lutego    | 2005 | Bormio            | Zjazd           | 1:39,90 min | +1,08 s  | Janica Kostelić      |
| DNF1    | 8 lutego    | 2005 | Bormio            | Gigant          | 2:13,63 min | —        | Anja Pärson          |
| 34.     | 6 lutego    | 2007 | Åre               | Supergigant     | 1:18,85 min | +12,24 s | Anja Pärson          |
| 19.     | 9 lutego    | 2007 | Åre               | Superkombinacja | 1:57,69 min | +3,96 s  | Anja Pärson          |
| DNF1    | 11 lutego   | 2007 | Åre               | Zjazd           | 1:26,89 min | —        | Anja Pärson          |
| 28.     | 13 lutego   | 2007 | Åre               | Gigant          | 2:31,72 min | +3,84 s  | Nicole Hosp          |
| 12.     | 3 lutego    | 2009 | Val d’Isère       | Supergigant     | 1:20,73 min | +2,18 s  | Lindsey Vonn         |
| 14.     | 8 lutego    | 2011 | Ga-Pa             | Supergigant     | 1:23,82 min | +1,58 s  | Elisabeth Görgl      |
| 7.      | 17 lutego   | 2011 | Ga-Pa             | Gigant          | 2:20,54 min | +1,01 s  | Tina Maze            |
| 15.     | 5 lutego    | 2013 | Schladming        | Supergigant     | 1:35,39 min | +1,68 s  | Tina Maze            |
| 13.     | 14 lutego   | 2013 | Schladming        | Gigant          | 2:08,06 min | +3,71 s  | Tessa Worley         |
| 3.      | 12 lutego   | 2015 | Vail/Beaver Creek | Gigant          | 2:19,16 min | +1,49 s  | Anna Fenninger       |

### Mistrzostwa świata juniorów
| Miejsce | Dzień     | Rok  | Miejscowość  | Konkurencja | Czas biegu  | Strata     | Zwyciężczyni         |
| ------- | --------- | ---- | ------------ | ----------- | ----------- | ---------- | -------------------- |
| 15.     | 7 lutego  | 2001 | Verbier      | Supergigant | 1:33,54 min | +1,97 s    | Kathrin Wilhelm      |
| 30.     | 10 lutego | 2001 | Verbier      | Gigant      | 1:55,08 min | +5,15 s    | Fränzi Aufdenblatten |
| 13.     | 10 lutego | 2001 | Verbier      | Slalom      | 1:16,53 min | +5,71 s    | Christine Sponring   |
| 16.     | 27 lutego | 2002 | Tarvisio     | Zjazd       | 1:29,81 min | +3,09 s    | Julia Mancuso        |
| 7.      | 28 lutego | 2002 | Tarvisio     | Supergigant | 1:27,54 min | +1,61 s    | Maria Riesch         |
| 27.     | 1 marca   | 2002 | Tarvisio     | Slalom      | 1:36,54 min | +4,08 s    | Veronika Zuzulová    |
| 18.     | 3 marca   | 2002 | Tarvisio     | Gigant      | 1:52,15 min | +2,14 s    | Julia Mancuso        |
| 5.      | 3 marca   | 2002 | Tarvisio     | Kombinacja  | 5,20 pkt    | +78,77 pkt | Julia Mancuso        |
| DNF     | 4 marca   | 2003 | Briançonnais | Zjazd       | 1:15,20 min | -          | Tamara Wolf          |
| 5.      | 5 marca   | 2003 | Briançonnais | Supergigant | 1:20,02 min | +1,11 s    | Julia Mancuso        |
| 7.      | 7 marca   | 2003 | Briançonnais | Slalom      | 1:38,53 min | +2,08 s    | Michaela Kirchgasser |
| 1.      | 8 marca   | 2003 | Briançonnais | Gigant      | 2:05,70 min | -          | -                    |

### Puchar Świata

#### Miejsca w klasyfikacji generalnej
- sezon 2002/2003: 52.
- sezon 2003/2004: -
- sezon 2004/2005: 65.
- sezon 2005/2006: 34.
- sezon 2006/2007: 67.
- sezon 2007/2008: 32.
- sezon 2008/2009: 24.
- sezon 2009/2010: 49.
- sezon 2010/2011: 48.
- sezon 2011/2012: 18.
- sezon 2012/2013: 34.
- sezon 2013/2014: 11.
- sezon 2014/2015: 60.

#### Miejsca na podium w zawodach
1. Lake Louise – 2 grudnia 2007 (supergigant) – 3. miejsce
2. Cortina d’Ampezzo – 26 stycznia 2009 (supergigant) – 1. miejsce
3. Garmisch-Partenkirchen – 1 lutego 2009 (supergigant) – 3. miejsce
4. Beaver Creek – 1 grudnia 2013 (gigant) – 1. miejsce
5. Sankt Moritz – 15 grudnia 2013 (gigant) – 2. miejsce
6. Lienz – 28 grudnia 2013 (gigant) – 2. miejsce
7. Åre – 7 marca 2014 (gigant) – 3. miejsce
8. Lenzerheide – 16 marca 2014 (gigant) – 3. miejsce